# Andrzej Skrzypek
Andrzej Józef Skrzypek (ur. 18 kwietnia 1944 w Warszawie, zm. 10 lutego 2023 tamże) – polski historyk i pedagog, profesor zwyczajny Uniwersytetu Warszawskiego.

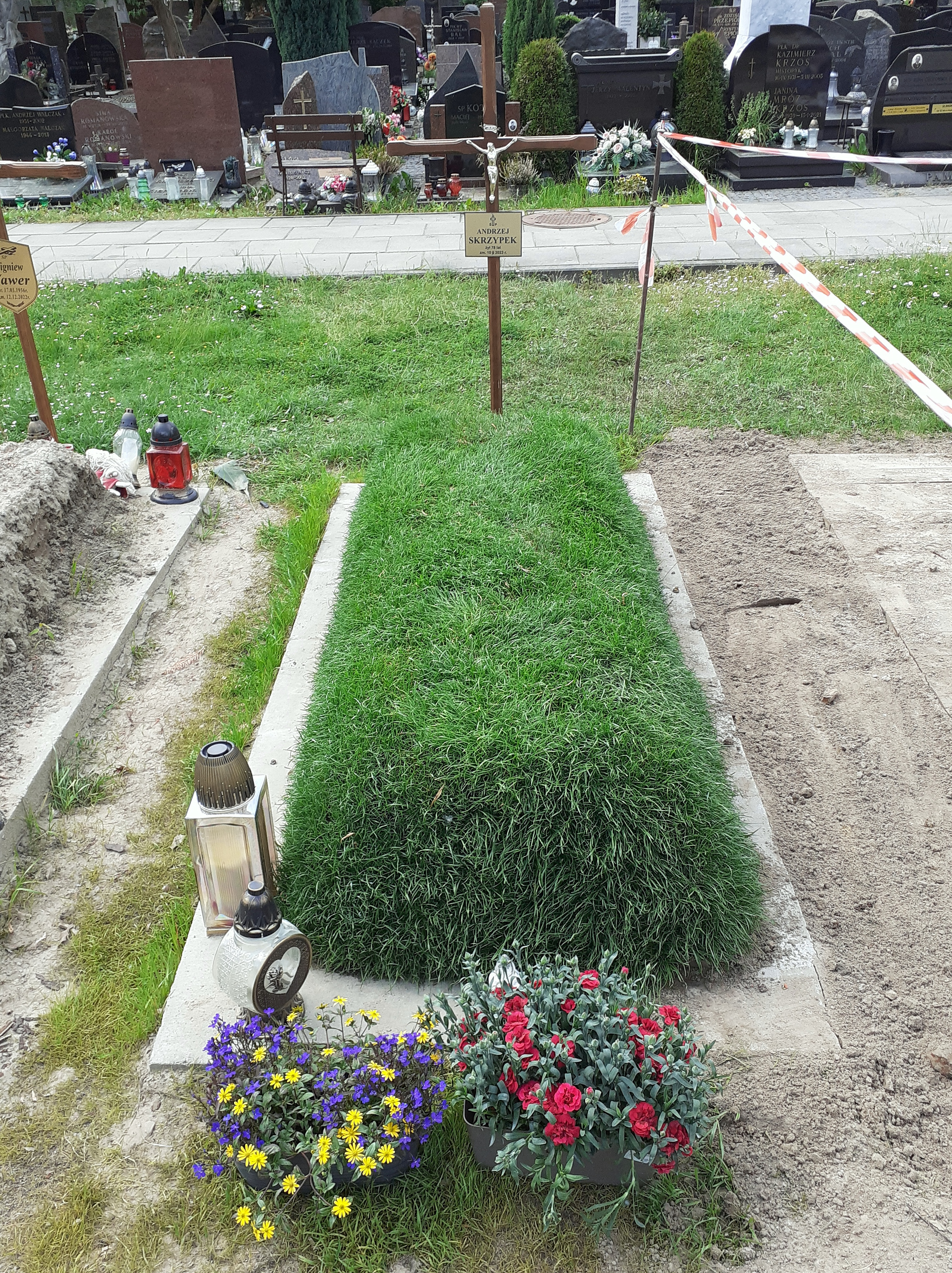
Grób Andrzeja Skrzypka

## Życiorys

### Wykształcenie
Andrzej Skrzypek był absolwentem Uniwersytetu Warszawskiego (1967). Doktorat uzyskał w 1971 na Uniwersytecie Warszawskim, habilitację w 1976 w Instytucie Historii Polskiej Akademii Nauk, tytuł profesora w 1990. W 1994 został profesorem zwyczajnym.

### Praca
Polska Akademia Nauk: Zakład Historii Stosunków Polsko-Radzieckich, a następnie Instytut Krajów Socjalistycznych, Akademia Nauk Społecznych (1967–1986), Wyższa Szkoła Pedagogiczna w Olsztynie: Katedra Historii Powszechnej (1990–1995), prorektor 1993–1994), Główna Komisja Badania Zbrodni przeciwko Narodowi Polskiemu: wicedyrektor (1994–1997), Uniwersytet Łódzki: Instytut Studiów Międzynarodowych (1995–2001), Wydział Historyczny Akademii Humanistycznej im. Aleksandra Gieysztora w Pułtusku, od 2000 wykładał w Instytucie Nauk Politycznych Wydziału Nauk Politycznych i Studiów Międzynarodowych Uniwersytetu Warszawskiego.

### Doświadczenie naukowe
Andrzej Skrzypek w 1972 był stypendystą Akademii Nauk ZSRR (Instytut Słowianoznawstwa) w 1980, DAAD na Uniwersytecie w Bonn w 1981, następnie stypendystą Fundacji Fulbrighta (1983–1984) na Uniwersytecie Yale i w Hoover Institution. W latach 1975–1991 wygłosił gościnne wykłady na uniwersytetach w Turku, Maastricht i Kłajpedzie, był sekretarzem i zastępcą redaktora Kwartalnika Historycznego. W 1983 roku kierował redakcją historii w Państwowym Instytucie Wydawniczym, w latach 1982–1983 współpracował z Przeglądem Tygodniowym. Spośród wypromowanych przez Skrzypka  doktorów, pięcioro (Janusz Gołota, Robert Łoś, Krzysztof Narojczyk, Sławomir Kalbarczyk, Witold Gieszczyński) uzyskało habilitację.
Zainteresowania naukowe Skrzypka obejmowały: historię najnowszą, problemy wschodniej polityki Polski, historię stosunków międzynarodowych, ZSRR, krajów bałtyckich, historię dyplomacji.
Został pochowany na Cmentarzu Wojskowym na Powązkach.

## Publikacje
A. Skrzypek napisał 18 książek, między innymi:
- Związek Bałtycki, Warszawa 1972
- Strategia pokoju, Warszawa 1979
- Kronika koegzystencji, Warszawa 1982
- Procesy integracyjne państw socjalistycznych, Warszawa 1987
- Nie spełniony sojusz, 1992
- Historia dyplomacji t. 4 (3 rozdziały), PWN W-wa 1995, t. 6 (rozdział) Warszawa 2010
- Stosunki polsko-łotewskie 1918–1939, Gdańsk 1997
- Mechanizmy uzależnienia. Stosunki polsko-radzieckie 1944–1957, Pułtusk 2002
- Mechanizmy autonomii. Stosunki polsko-radzieckie 1956–1965, Pułtusk 2005
- Mechanizmy klientelizmu. Stosunki polsko-radzieckie 1965–1989, Pułtusk 2008
- Druga smuta, Warszawa 2003
- Historia społeczna Europy XIX i XX w., Poznań 2009
- Dzieje dyplomacji polskiej 1956–1989, Pułtusk 2010
- Zamachy stanu w Polsce w XX wieku, Warszawa 2014 (ISBN 978-83-11-13252-8)